# Choerophryne brevicrus
Espèce
Synonymes
- Albericus brevicrus Günther & Richards, 2012

Choerophryne brevicrus est une espèce d'amphibiens de la famille des Microhylidae.

## Répartition
Cette espèce est endémique de la province d'Enga en Papouasie-Nouvelle-Guinée .Elle se rencontre entre 2 200 et 2 900 m d'altitude.

## Description
Les mâles mesurent de 14,3 à 18,2 mm et la femelle 17,7 mm.

## Étymologie
Son nom d'espèce, du latin, brevis, « court », et crúris, « la tige », lui a été donné en référence aux très courtes pattes postérieures de cette espèce.

## Publication originale
- Günther & Richards, 2012 : Five new microhylid frog species from Enga Province, Papua New Guinea, and remarks on Albericus alpestris (Anura, Microhylidae). Vertebrate Zoology, vol. 61, no 3, p. 343-372 (texte intégral).